# Brühl (Nadrenia Północna-Westfalia)
Brühl – miasto w Niemczech, w kraju związkowym Nadrenia Północna-Westfalia, w rejencji Kolonia, w powiecie Rhein-Erft.

## Położenie
Miasto Brühl znajduje się w południowej części powiatu Rhein-Erft, leży około 12 km na południe od Kolonii i około 15 km na północny zachód od Bonn. Brühl leży na skraju cypla Zatoki kolońskiej (niem. Kölner Bucht), a tym samym na krawędzi wyżyny Ville, która leży w Parku Natury Rheinland. Miasta graniczące z Brühl to (od północy, zgodnie z ruchem wskazówek zegara) Kolonia, Wesseling, Bornheim, Weilerswist, Erftstadt oraz Hürth.

## Klimat
W Brühl panuje łagodny klimat Zatoki kolońskiej. Jest to strefa przejściowa od klimatu umiarkowanego, morskiego do klimatu kontynentalnego, z łagodną zimą (od stycznia średnio około 2 do 3 °C) i umiarkowanym ciepłym latem (średnia temperatura w lipcu 18 do 19 °C). Obszarem ochronnym od wiatru od strony zachodniej są góry Eifel co jest bardzo korzystne dla klimatu. Ten klimat ma stosunkowo niskie opady, 681 mm na rok, głównie w postaci deszczu. Oprócz łagodnego klimatu Brühl posiada głębokie gleby lessowe, które wpłynęły na powstanie wielkich obszarów ogrodów owocowych oraz pól warzywnych w okolicy.

## Podział administracyjny
Centrum miasta jest podzielone na Brühl Południe, Brühl Północ, Brühl Wschód i Brühl Zachód oraz sześć innych dzielnic.
Na dzień 31 grudnia 2010 miasto liczy 44 260 mieszkańców.
| Dzielnica         | Mieszkańców |
| ----------------- | ----------- |
| Brühl Śródmieście | 23 580      |
| Badorf            | 4 982       |
| Heide             | 1 541       |
| Kierberg          | 4 423       |
| Pingsdorf         | 4 639       |
| Schwadorf         | 1 694       |
| Vochem            | 5 286       |

## Historia

### Epoka rzymska
W Brühl wybudowano Akwedukt Eifel (część rzymskiego rurociągu), który dostarczał wodę pitną do Kolonii. Tak samo ulice Kolonii, Bonn i Trewiru były drogami, które wybudowali Rzymianie. Zbiory wyrobów z kamienia z Brühl z tych czasów są przechowywane w Muzeum Nadrenii (niem. Rheinisches Landesmuseum) w Bonn.

### Średniowiecze
W roku 650 odnotowano pierwsze wzmianki o Brühl. 1180 pierwszy raz pojawiła się nazwa miejscowości (niem. von Brule) w dokumentach państwowych. 1285 otrzymało Brühl prawa miejskie. W roku 1530 na skutek pożaru miasto zostało doszczętnie zniszczone. Od roku 1567 było Brühl rezydencją letnią elektora.

### XVI-XX w.
W roku 1596 na skutek prześladowania kobiet przez inkwizycję zginęły cztery osoby. W 1666 wybuchła epidemia dżumy. 1725 rozpoczął królewicz Klemens August Wittelsbach budowę pałacu Augustusburg. Od 1815 Brühl był pod panowaniem Prusów. W czasie drugiej wojny światowej deportowano 65 żydów z miasta a 28 listopada 1944 jego południowa część została zniszczona w trakcie bombardowania.

## Infrastruktura
W mieście znajduje się stacja kolejowa Brühl.

## Muzea
- Muzeum Maxa Ernsta (Max-Ernst-Museum)
- Muzeum Ceramiki Keramikmuseum)
- Muzeum Historii (Museum für Alltagsgeschichte)

## Współpraca
Miejscowości partnerskie:
- Chalkida, Grecja
- Kaş, Turcja
- Kunice, Polska
- Royal Leamington Spa, Anglia
- Sceaux, Francja
- Weißwasser/Oberlausitz, Saksonia